# Earophila vasiliata
Earophila vasiliata là một loài bướm đêm trong họ Geometridae.